# Parc naturel régional de Tepilora, Sant'Anna et Rio Posada
Le parc naturel régional de Tepilora, Sant'Anna et Rio Posada (italien : Parco naturale regionale di Tepilòra, Sant'Anna e Rio Posada) est un parc naturel régional situé en Sardaigne en Italie créé en 2014. Il a été reconnu réserve de biosphère par l'Unesco le 14 juin 2017.